# Fernand Francell
Fernand Francell, né Fernand Claude Eugène François le 9 novembre 1879 à Gevrey-Chambertin et mort le 18 février 1966 à Paris, est un ténor français particulièrement associé à l'Opéra-Comique.

## Biographie
Né d'un père tonnelier, il passe son enfance à Dijon, où il étudie à l’École des Beaux-Arts. Cependant, il se passionne pour le chant et devient ténor solo dans une chorale. Repéré, il entre au Conservatoire de Paris en 1902 pour étudier le chant avec comme professeurs Jacques Isnardon et Rose Caron.
Il fait ses débuts à l'Opéra-Comique de Paris en septembre 1906 dans le rôle de Vincent dans Mireille de Gounod et chante plus tard la même année dans la première du Bonhomme Jadis en un acte de Dalcroze (Octave) et dans le rôle du prince Yamadori dans la première française (le 28 décembre 1906) de Madame Butterfly de Puccini. Il crée le rôle de Fortunio, d'André Messager, le 5 juin 1907, ainsi que beaucoup d'autres, à l'Opéra-Comique.
C’est seulement le 1er avril 1919, lors d’un gala, qu’il obtient son premier rôle à l’Opéra de Paris. Il était Chrysodole dans Monsieur Choufleuri restera chez lui le... d’Offenbach.
Il n'a laissé que quelques enregistrements : pour Odeon, La traviata « De ma folle jeunesse » et Fortunio « Si vous croyez que je vais dire » ; pour Eden Disques, Mignon « Adieu, Mignon, courage » ; et, pour Lyraphon, Fortunio « J'aime la vieille maison grise ». Il est le dédicataire de « Parfois, je suis triste », la troisième chanson du cycle Clairières dans le ciel de Lili Boulanger .
Au cinéma, Francell apparaît dans les films Les Trois Mousquetaires (dans le rôle de Louis XIII) en 1932 et L'Appel du silence en 1936.
Sa fille était la chanteuse et actrice Jacqueline Francell. Ils apparaissent tous deux dans L'Appel du silence.
Il se marie à Paris le 12 octobre 1906 avec Étiennette Fernet. Après sa carrière de ténor, il est professeur au Conservatoire.